# Don Vito Corleone
Don Vito Corleone (1891. december 7. vagy sírkő szerint 1887. április 29. – 1955. július 29.) (Született: Vito Andolini) kitalált szereplő Mario Puzo A Keresztapa című regényében és a belőle készült filmben.
A regényt 1972-ben vitték vászonra. Marlon Brando játszotta az idős Don Corleonét és Robert De Niro a fiatalt a második részben.
Az Olaszországból emigrált ambiciózus Vito Corleone maffiahatalmat épít ki egy szerető családi környezetben, s az öt New York-i maffiacsalád (Barzini, Tattaglia, Stracci, Cuneo, Corleone) közül az egyik legnagyobb hatalommal rendelkezővé teszi a Corleone családot. A don halála után legfiatalabb fia, Michael Corleone kerül a család élére. Van még két idősebb fia, Santino „Sonny” Corleone és Fredo Corleone, valamint egy lánya, Connie Corleone. A családhoz tartozik még egy másik, az utcáról befogadott ír fiú, Tom Hagen, aki velük együtt nő fel, majd a család consigliere bizalmi állását kapja meg. Családjának fő tevékenysége a szerencsejáték. Don Corleone erősen kábítószer-ellenes, ezért keveredik „családháborúba” a Tattaglia családdal. Halála után Michael a nevadai Las Vegasba költözteti a vállalkozást, és ott próbálja legalizálni a család tevékenységét.

## Családja
Családtagok
- Carmela Corleone – feleség, játssza Morgana King
- Santino „Sonny” Corleone – legidősebb fiú; játssza James Caan
- Tom Hagen – adoptált fiú, játssza Robert Duvall
- Federico „Fredo” Corleone – középső fiú; játssza John Cazale
- Michael Corleone – legfiatalabb fiú; játssza Al Pacino
- Costanza „Connie” Corleone – lány; játssza Talia Shire
- Vinnie Mancini-Corleone – törvénytelen unoka; játssza Andy García
- Anthony Corleone – unoka; játssza Franc D’Ambrosio
- Mary Corleone – unoka; játssza Sofia Coppola

A család emberei
- Luca Brasi (Lenny Montana)
- Pete Clemenza (Richard S. Castellano)
- Salvatore Tessio (Abe Vigoda)
- Al Neri (Richard Bright)